# Nemzeti Bajnokság I 2023-2024
La Nemzeti Bajnokság I 2023-2024 (chiamata ufficialmente OTP Bank Liga per motivi di sponsorizzazione) è stata la 123ª edizione del massimo campionato di calcio ungherese, con inizio il 29 luglio 2023 e programmata per essere terminata il 25 maggio 2024.
Il Ferencváros, squadra campione in carica, si è riconfermata vincendo il titolo per la 35ª volta nella sua storia, il sesto consecutivo.

## Stagione

### Novità
Al termine della stagione precedente sono retrocessi Honvéd e Vasas, dopo rispettivamente diciannove e una stagione nella massima serie. Dalla Nemzeti Bajnokság II sono stati promossi Diósgyőr e MTK Budapest.

### Regolamento
Le 12 squadre partecipanti giocano un girone all'italiana con partite di andata, ritorno e andata, per un totale di 33 giornate. Al termine di esse, la prima classificata è campione d'Ungheria e si qualifica per il primo turno di qualificazione della UEFA Champions League 2024-2025, mentre le squadre classificate al secondo e al terzo posto si qualificano per il secondo turno di qualificazione della UEFA Conference League 2024-2025, insieme alla vincitrice della Magyar Kupa.
Le ultime due classificate retrocedono direttamente in Nemzeti Bajnokság II.

## Squadre partecipanti
| Club             | Città          | Stadio                   | Stagione precedente        |
| ---------------- | -------------- | ------------------------ | -------------------------- |
| Debrecen         | Debrecen       | Nagyerdei Stadion        | 3° in Nemzeti Bajnoskag I  |
| Diósgyőr         | Miskolc        | Diósgyőri Stadion        | 1° in Nemzeti Bajnoskag II |
| Ferencváros      | Budapest       | Groupama Arena           | Campione di Ungheria       |
| Kecskemét        | Kecskemét      | Széktói                  | 2° in Nemzeti Bajnoskag I  |
| Kisvárda         | Kisvárda       | Várkerti Stadion         | 6° in Nemzeti Bajnoskag I  |
| Mezőkövesd-Zsóry | Mezőkövesd     | Városi Stadion           | 7° in Nemzeti Bajnoskag I  |
| MOL Fehérvár     | Székesfehérvár | MOL Aréna Sóstó          | 10° in Nemzeti Bajnoskag I |
| MTK Budapest     | Budapest       | Nándor Hidegkuti Stadion | 2° in Nemzeti Bajnoskag II |
| Paks             | Paks           | Fehérvári úti Stadion    | 5° in Nemzeti Bajnoskag I  |
| Puskás Akadémia  | Felcsút        | Pancho Aréna             | 4° in Nemzeti Bajnoskag I  |
| Újpest           | Budapest       | Ferenc Szusza Stadion    | 8° in Nemzeti Bajnoskag I  |
| Zalaegerszeg     | Zalaegerszeg   | ZTE Arena                | 9° in Nemzeti Bajnoskag I  |

## Allenatori e primatisti
| Squadra          | Allenatore                                                                                | Calciatore più presente                 | Cannoniere              |
| ---------------- | ----------------------------------------------------------------------------------------- | --------------------------------------- | ----------------------- |
| Debrecen         | Srđan Blagojević                                                                          | 3 giocatori (17)                        | Donát Bárány (8)        |
| Diósgyőr         | Sergey Kuznetsov                                                                          | 4 giocatori (17)                        | Bright Edomwonyi (8)    |
| Ferencváros      | Csaba Máté (1°-6°) Dejan Stanković (7°-33°)                                               | Dénes Dibusz, Čebrails Makreckis (16)   | Barnabás Varga (20)     |
| Kecskemét        | István Szabó                                                                              | 3 giocatori (17)                        | Krisztofer Horváth (11) |
| Kisvárda         | Miloš Kruščić (1°-3°) Máté Gerlickzi (4°-6°) János Mátyus (7°-12°) Tamás Feczkó (13°-33°) | Rafał Makowski (17)                     | Jasmin Mešanović (7)    |
| Mezőkövesd-Zsóry | Attila Kuttor                                                                             | Riccardo Piscitelli, Stefan Dražić (17) | Stefan Dražić (10)      |
| MOL Fehérvár     | Bartosz Grzelak                                                                           | 3 giocatori (17)                        | Kenan Kodro (11)        |
| MTK Budapest     | Dávid Horváth                                                                             | Patrik Demjén, István Bognár (17)       | István Bognár (9)       |
| Paks             | György Bognár                                                                             | 3 giocatori (17)                        | Norbert Könyves (11)    |
| Puskás Akadémia  | Zsolt Hornyák                                                                             | 6 giocatori (17)                        | Zsolt Nagy (11)         |
| Újpest           | Nebojša Vignjević                                                                         | 3 giocatori (17)                        | Matija Ljujic (10)      |
| Zalaegerszeg     | Gábor Boér (1°-14°) Gábor Márton (15°-33°)                                                | Bojan Sanković (16)                     | Antonio Mance (15)      |

Gli allenatori in corsivo sono ad interim

## Classifica
|                     | Pos. | Squadra          | Pt | G  | V  | N  | P  | GF | GS | DR  |
| ------------------- | ---- | ---------------- | -- | -- | -- | -- | -- | -- | -- | --- |
| Ungheria (bandiera) | 1.   | Ferencváros      | 74 | 33 | 22 | 5  | 5  | 78 | 30 | +50 |
|                     | 2.   | Paks             | 58 | 33 | 16 | 7  | 9  | 49 | 41 | +9  |
|                     | 3.   | Puskás Akadémia  | 55 | 33 | 16 | 5  | 11 | 55 | 40 | +25 |
|                     | 4.   | Fehérvár         | 54 | 33 | 14 | 10 | 8  | 56 | 34 | +15 |
|                     | 5.   | Debrecen         | 48 | 33 | 14 | 6  | 12 | 48 | 44 | +1  |
|                     | 6.   | Kecskemét        | 45 | 33 | 12 | 8  | 12 | 50 | 56 | 0   |
|                     | 7.   | Diósgyőr         | 45 | 33 | 12 | 7  | 13 | 53 | 58 | -6  |
|                     | 8.   | MTK Budapest     | 44 | 33 | 12 | 7  | 13 | 42 | 61 | -19 |
|                     | 9.   | Zalaegerszeg     | 43 | 33 | 12 | 6  | 14 | 43 | 44 | -6  |
|                     | 10.  | Újpest           | 37 | 33 | 11 | 4  | 17 | 45 | 65 | -22 |
|                     | 11.  | Kisvárda         | 31 | 33 | 9  | 4  | 19 | 39 | 53 | -15 |
|                     | 12.  | Mezőkövesd-Zsóry | 21 | 33 | 5  | 5  | 22 | 30 | 62 | -32 |

      Campione d'Ungheria e ammessa alla Champions League 2024-2025
      Ammesse alla UEFA Conference League 2024-2025
      Retrocesse in Nemzeti Bajnokság II 2024-2025